# 上海警宪冲突
上海警宪冲突，又称金都血案，指发生在1947年7月27日至29日上海市警察局新成分局与中华民国宪兵第二三團第三營第八連部隊之间的流血冲突。

## 血案起因
1947年7月27日晚，上海市福煦路（今延安中路）和同孚路（今石门一路）交界处的金都大戏院。因购票问题，正在執行夜間巡邏任務的驻沪宪兵第二三团第三營第八连排长李豫泰中尉与上海市警察局新成分局执勤警員卢运亨发生纠葛，很快，新成分局二十多名年轻警察首先前来增援，随后有更多警察从黄浦、老闸奔赴金都支援。同时，两輛軍用卡车全副武装的宪兵隊，在宪兵第二三团第三營第八连连长王廷鋆上尉和第九连连长任亚夫上尉率领下，憲兵隊大舉包围金都戏院。双方长期以来的对立情绪和彼此仇恨在此刻爆发。

## 血染金都
枪声首先从宪兵隊那里响起，但憲兵只是對空鳴槍，以示警告。警察卻误认为宪兵已經开始開槍杀人，立刻纷纷予以開槍還击。憲兵與警察枪战持续几十分钟，金都戲院门前，尸体横陈。

## 警察罢岗
28日，上海市中心各警察分局的交通警察、巡逻警察开始罢岗，要求“惩办杀人凶手，还我兄弟英魂！”，城区交通随即陷入混乱，治安告急。局面持续三天。这是自上海开埠以来首次警察罢岗。

## 善后调查
7月29日，金都血案善后委员会成立，并立即编辑出版《伸雪报》。发刊词写道：“团结就是力量”、“公理定会战胜强权”。但，第二天，该报就被淞沪警备總司令部下令禁止並查封，改为缓和的《简报》。8月2日，公祭举行。上海市警察局四百六十多名警察游行至中央殡仪馆，途径宪兵第二三团团部时，高呼：“杀人偿命！”。

## 草草收场
金都血案伤亡：警察死亡7人，伤4人；无辜市民死亡4人，伤2人；宪兵仅1人轻伤。4个月后，行政院、國防部对血案的处置出台，对涉案宪兵处以记过、撤职、降级等處分。

## 蔣中正对血案的处置电文
上海吴市长：

查金都戏院宪警发生冲突死伤多人一案，业经饬由有关机关从严查办，在此积极侦查审判期间，无论任何方面应该依法解决。乃据报尚有少数警员意图扩大事态，仍有张贴标语、简报及发动请愿事，殊影响治安，淆乱听闻，特电希即妥为制止为要。

中正

卅六年八月六日